# The Lucky Dog
The Lucky Dog (Un perro afortunado en español) es la primera película que presentó a Stan Laurel y Oliver Hardy juntos en una película antes de que formaran el dúo cómico de El Gordo y el Flaco.  Aunque aparecen juntos, Laurel y Hardy actúan de forma independiente. Laurel es la estrella como el héroe de la película y Hardy interpreta al villano principal.
La película se proyectó en dos rollos,  pero algunas copias de la película se cortan después del primer rollo cuando Laurel es asaltado por Hardy. 

## Trama
Un vagabundo que es desalojado por no pagar el alquiler se hace amigo de un perro callejero. El hombre se encuentra con un ladrón en el proceso de robar a alguien. El asaltante, que accidentalmente había metido el dinero de su víctima en el bolsillo trasero del joven, se aparta de su primera víctima para robarle. Luego, le roba el dinero que ya le había robado al desconcertado joven, que se creía sin dinero.
El joven y el perro escapan y el perro se hace amigo de una perra raza poodle. La dueña de la perra convence al joven para que inscriba a su mascota en una exposición canina. Cuando le niegan la entrada por no ser un pura sangre, el joven se cuela en la exposición, pero es expulsado rápidamente, seguido por todos los perros de la exposición. El joven ve al dueño del poodle afuera buscando a su perro y le ofrece el suyo en su lugar. Ella acepta y se ofrece a llevarlo a su casa. Esta escena es presenciada por su novio celoso, quien conoce al ladrón. ambos deciden vengarse del joven.
Cuando llegan a la casa de la chica, el joven es presentado al novio y al bandido, ahora haciéndose pasar por un conde suizo. El novio le propone matrimonio y es rechazado, mientras el ladrón intenta dispararle al joven, pero el arma falla. El novio persigue a la señora por toda la casa mientras el ladrón intenta atacar al joven con una barra de dinamita. El perro recoge la dinamita y persigue al ladrón y al novio hasta el jardín. El perro deja caer la dinamita y regresa con el joven y la chica, dejando a los dos hombres como víctimas de la explosión.

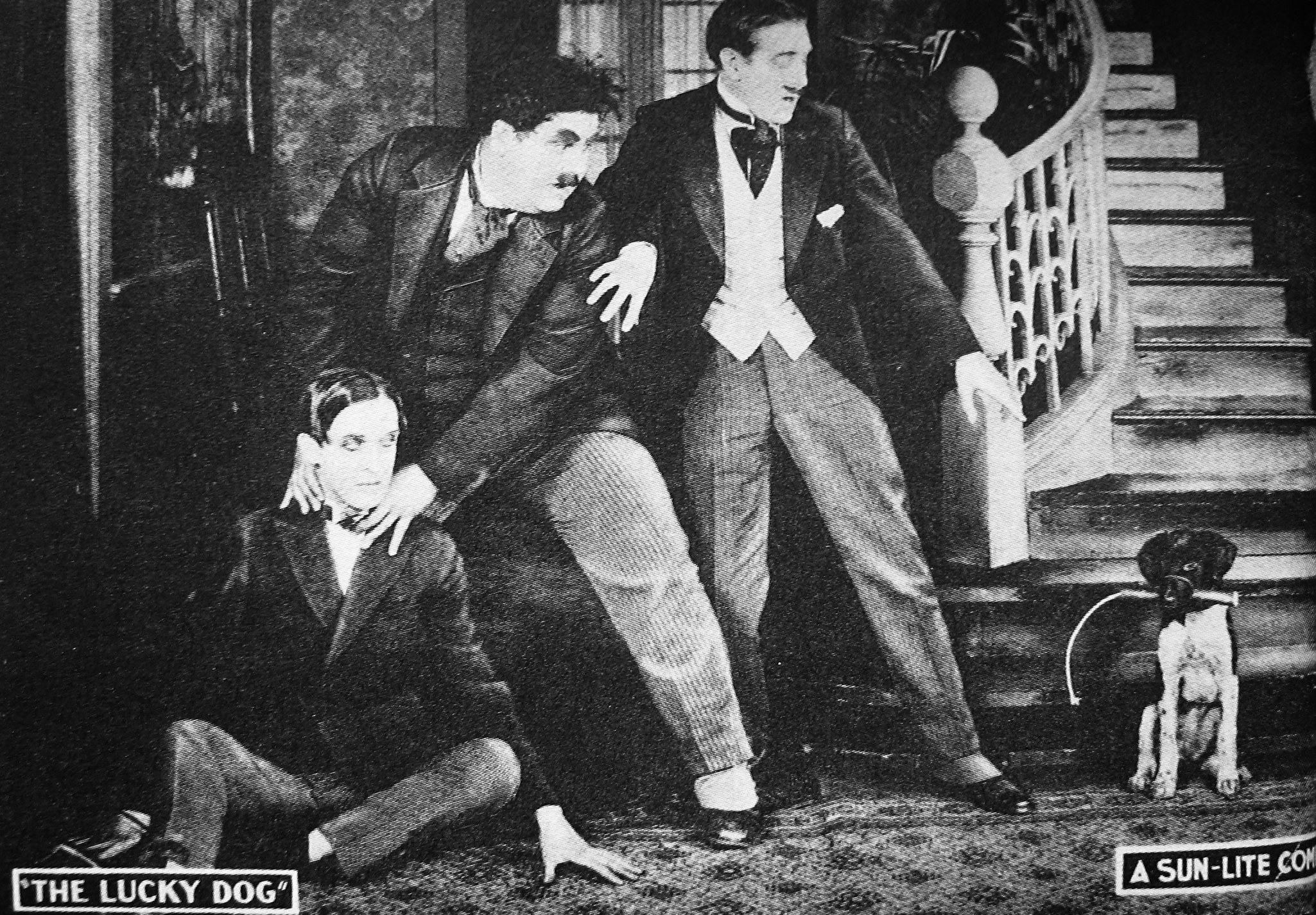
Tarjeta de vestíbulo con (de izquierda a derecha) Stan Laurel, Oliver Hardy y Jack Lloyd

## Reparto
- Stan Laurel – El joven
- Oliver Hardy – El bandido
- Florence Gilbert – La chica
- Jack Lloyd – El novio

## Producción
Se desconoce la fecha en que se rodó la película. Durante mucho tiempo se creyó que la película se produjo en 1917, en parte debido a los comentarios de Laurel en una entrevista de 1957.  Otras fuentes fechan la película en 1918  y 1919.  Sin embargo, basándose en un examen de las fechas en las que Laurel estaba disponible para la filmación y la aparición de una matrícula de automóvil de 1920 en una toma de la película completa, la filmación probablemente ocurrió durante el otoño y el invierno de 1920 y principios de 1921.  La película fue lanzada para su distribución a finales de 1921 por Reelcraft.
El costo de producción de la película se estimó en aproximadamente $3,000.